# Clara von Simson
Clara von Simson (* 4. Oktober 1897 in Rom; † 26. Januar 1983 in West-Berlin) war eine habilitierte Naturwissenschaftlerin, deutsche Politikerin (FDP) und Mitglied des Berliner Abgeordnetenhauses.

## Leben
Clara von Simson war Urenkelin des zeitweiligen Präsidenten der Frankfurter Nationalversammlung 1848/49 Eduard von Simson sowie Tochter des Bankdirektors Georg von Simson (1869–1939) und dessen Ehefrau Clara geb. Eckhoff (1873–1964). Nachdem sie zunächst Privatunterricht erhalten hatte, besuchte sie eine Höhere Töchterschule, anschließend eine Frauenschule und ein englisches College. Sie absolvierte 1914/15 eine Ausbildung als Bibliothekssekretärin in Berlin und bestand ihr Abitur 1918. Anschließend studierte sie Mathematik und Physik kurz in Heidelberg und von 1918 bis 1923 an der Friedrich-Wilhelms-Universität zu Berlin Physik und Chemie. 1923 wurde sie im Fach Experimentalphysik zum Thema Röntgenstrukturuntersuchungen promoviert. Ihre Dissertation Röntgen-Untersuchung an Amalgamen fertigte sie bei Franz Simon, Max von Laue und Max Bodenstein an. 1927 bis 1930 war sie Assistentin am Physikalisch-Chemischen Institut in Berlin. Im April 1931 wurde sie kommissarische Dozentin für Mathematik und Physik an der Pädagogischen Akademie Dortmund, hörte aber auf eigenen Wunsch auf und wurde Privatgelehrte. Mit der Machtübernahme der Nationalsozialisten bekam sie wegen ihres im Sinne der Nationalsozialisten nicht „reinen“ Abstammungsnachweises Schwierigkeiten, durfte ab 1935 das Physikalische Kolloquium nicht mehr besuchen und lebte von Übersetzungen, unterstützt unter anderem durch ihren Förderer Max von Laue, zu dessen Freundeskreis sie gehörte. Von 1939 bis 1945 arbeitete sie für das Patentanwaltsbüro Wüsthoff in Berlin-Charlottenburg und unterstützte nebenbei politisch und rassisch Verfolgte.
Politisch unbelastet konnte sie ab 1945 an der Technischen Universität Berlin (TU) wieder arbeiten, wurde Oberingenieurin für Thermodynamik in der Chemie am Lehrstuhl für anorganische Chemie und habilitierte sich 1951 dort als erste Frau in Physik zum Thema Wärmeleitfähigkeit des Ammoniumchlorids. 1949/50 hielt sie sich zu einem Forschungsaufenthalt in Oxford bei ihrem dorthin emigrierten ehemaligen Doktorvater Franz Simon auf. 1952 verließ sie aber die TU Berlin und wurde Direktorin des Lette-Vereins, was sie bis 1963 blieb.

## Politik
Clara von Simson war seit 1948 Mitglied der FDP (bzw. ursprünglich LDPD). Sie saß von 1963 bis 1971 für die FDP Berlin im Berliner Abgeordnetenhaus. Im Parlament war sie Mitglied in den Ausschüssen für Wissenschaft und Kunst sowie Schulwesen.
1958 bis 1977 war sie Mitglied des Kuratoriums der Friedrich-Naumann-Stiftung, davon die letzten neun Jahre als Vorsitzende.
Sie gehörte zusammen mit Agnes von Zahn-Harnack, Gertrud Bäumer, Elly Heuss-Knapp, Marie-Elisabeth Lüders einem Freundeskreis um Freda Wuesthoff an, der mit seinem Arbeitsprogramm für den dauernden Frieden gegen Atomwaffen protestierte.

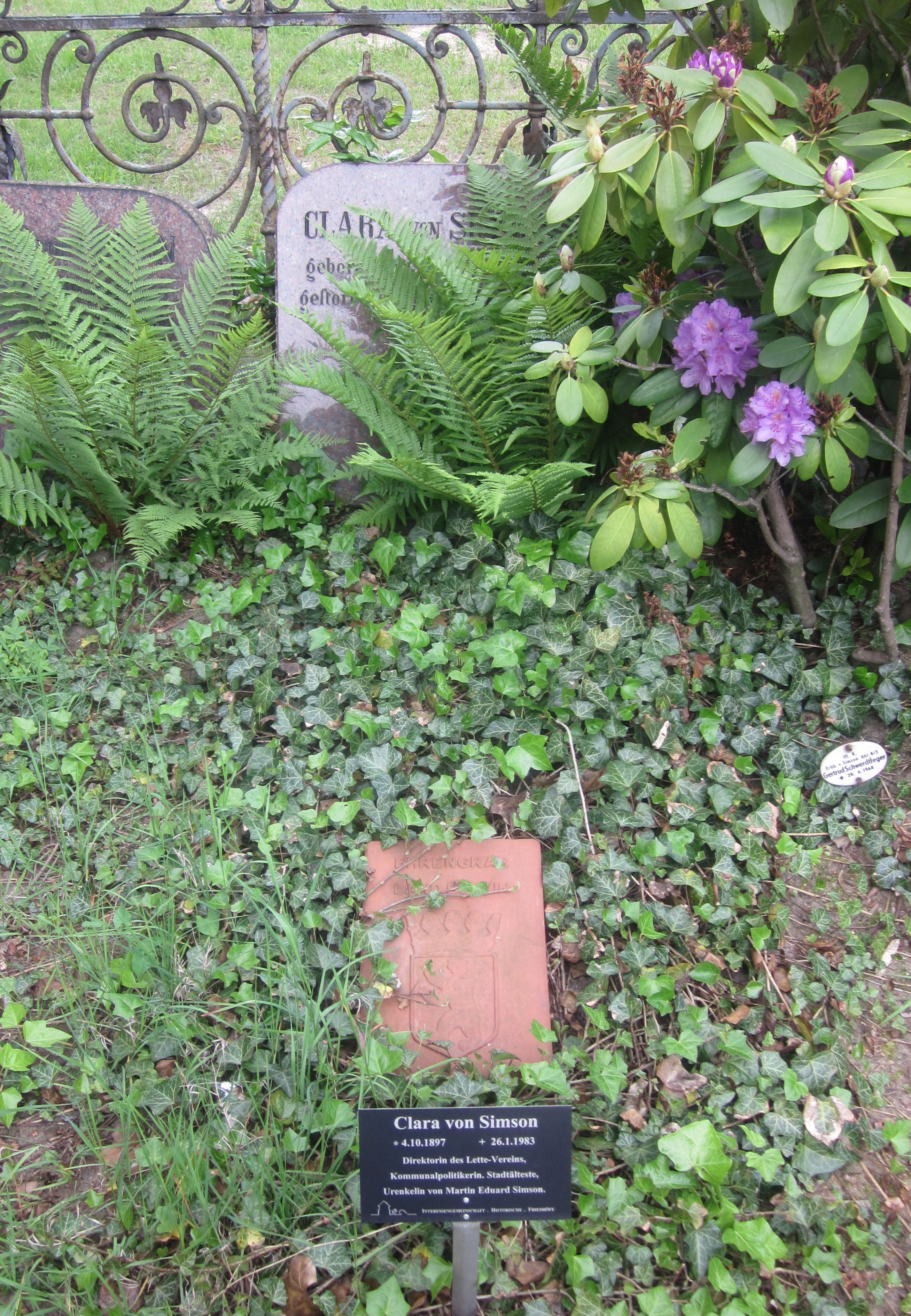
Ehrengrab von Clara von Simson in Berlin-Kreuzberg

Clara von Simson starb 1983 im Alter von 85 Jahren in Berlin. Beigesetzt wurde sie im Erbbegräbnis der Familie Simson auf dem Friedhof III der Jerusalems- und Neuen Kirche in Berlin-Kreuzberg.

## Ehrungen
Clara von Simson wurde 1966 zur Ehrensenatorin der TU Berlin und 1973 zur Stadtältesten von Berlin ernannt. 1967 erhielt sie das Verdienstkreuz 1. Klasse der Bundesrepublik Deutschland, 1978 das Große Bundesverdienstkreuz.
Die letzte Ruhestätte von Clara von Simson auf dem Friedhof III der Jerusalems- und Neuen Kirche (Grablage 342-EB-256b) ist als Ehrengrab des Landes Berlin gewidmet.
Der Clara-von-Simson-Preis der TU Berlin für die besten Abschlussarbeiten von Studentinnen vor allem der Natur- und Technikwissenschaften sowie eine Straße in Berlin-Charlottenburg im Spreebogen sind nach ihr benannt.
An ihrem ehemaligen Wohnhaus in Caputh erinnert seit 2012 eine Tafel des Projektes FrauenOrte im Land Brandenburg an Clara von Simson. die Straße davor ist ebenfalls nach ihr benannt.